# Шестаки (Ельнинский район)
Шестаки́   — деревня  в  Смоленской области России,  в Ельнинском районе. Расположена в юго-восточной части области  в 17  км к северо-востоку от города Ельня, на берегу реки Усия. В 12 км к югу от деревни железнодорожная станция Коробец на линии Смоленск  - Сухиничи. Входит в состав Коробецкого сельского поселения.

## История
Название произошло от слова «шестак» – шестой ребёнок в семье, один из шести детей.